# Here Comes the Rain Again
Here Comes the Rain Again è il terzo singolo del gruppo musicale britannico Eurythmics, estratto dal loro terzo album in studio Touch.
Fu scritto dai due membri Annie Lennox e David A. Stewart e prodotto dallo stesso Stewart. Fu distribuito come terzo singolo nel Regno Unito e negli Stati Uniti come primo. Divenne il secondo brano degli Eurythmics raggiungendo la posizione numero quattro nella classifica generale di Billboard. Si piazzò invece all'ottavo posto nella classifica dei singoli nel Regno Unito, divenendo così il quinto singolo consecutivo a raggiungere i primi dieci posti.

## Descrizione
Il brano in quanto a stile musicale è simile ai singoli precedenti degli Eurythmics, ed il suo testo malinconico disegna un paragone tra i doloranti e tragici sentimenti dell'amore non corrisposto con la pioggia che cade. Notevolmente, il gruppo ha adornato la registrazione con la composizione e l'arrangiamento di Michael Kamen, concludendosi in un tocco più naturale al prodotto complessivo finale. Il video vede la Lennox e Stewart in una casa sulla spiaggia probabilmente nelle Isole Orkney, con la Lennox che cammina lungo la spiaggia rocciosa e in cima alla scogliera con una camicia da notte ed in mano una lanterna. In molte scene i due sono filmati separatamente, per poi essere inseriti nella stessa cornice. Il risultato è che lo spettatore può percepire l'uno come fantasma nel mondo dell'altro.
Durante la riunione degli Eurythmics nel Peacetour, hanno eseguito un concerto in-studio per la A&E Network negli Stati Uniti. Stewart ha rilevato che il testo della canzone è stato scritto dopo una discussione tra lui e la Lennox mentre stavano scritturando canzoni nel Columbus Hotel di New York. La melodia di base era già stata scritta e la Lennox guardò fuori dalla finestra dopo la loro disputa e notò che stava iniziando a piovere. "Ecco che torna la pioggia", esclamò.
La durata di Here Comes The Rain Again è di circa cinque minuti ed è stata inserita nell'album Touch.

## Cover
Il verso Walk with me, like lovers do, talk to me, like lovers do di Here Comes The Rain Again fa anche parte del brano Taking Chances, reso famoso da una cover di Céline Dion del 2007.
Nel 2008 gli Atrocity realizzano una cover del brano contenuta nel disco Werk 80 II.
Un sample della canzone verrà utilizzato da Madonna in un intermezzo insieme alla canzone Rain durante il suo Sticky & Sweet Tour.
Nel 2012 la cantante statunitense Macy Gray riprende il brano per il suo album di cover chiamato appunto Covered.

## Classifiche
| Classifica (1983)         | Posizione più alta |
| ------------------------- | ------------------ |
| Regno Unito               | 8                  |
| Billboard Hot 100         | 4                  |
| U. S. Hot Dance Club Play | 4                  |
| Irlanda                   | 8                  |
| Germania                  | 14                 |
| Canada                    | 8                  |
| Francia                   | 33                 |
| Austria                   | 33                 |
| Nuova Zelanda             | 32                 |
| Polonia                   | 4                  |
| Norvegia                  | 10                 |
| Belgio                    | 12                 |
| Svizzera                  | 19                 |
| Svezia                    | 20                 |